# Cornelis Vreede
Cornelis Vreede (* 13. November 1908 in Den Helder; † unbekannt) war ein niederländischer Diplomat.

## Werdegang
Vreede kam als Sohn des Flottillenadmirals D. Vreede und der P. F. Volcke zur Welt. Er studierte an der Universität Leiden. Von 1948 bis 1953 war er Attaché an der niederländischen Botschaft in Washington, D.C., von 1953 bis 1957 Botschaftsrat in Bonn, von 1957 bis 1960 Ministre plénipotentiaire der Niederlande im Irak und in Saudi-Arabien. Dann kehrte in das niederländische Außenministerium als Leiter der Abteilung für die westliche Hemisphäre zurück. Ab dem 24. Juli 1964 fungierte er als Botschafter im Libanon und vertrat sein Land auch in Jordanien.

## Auszeichnungen
- Offizier vom Orden von Oranien-Nassau, Niederlande
- 1958: Großes Verdienstkreuz der Bundesrepublik Deutschland